# Les Monthairons
Les Monthairons je francouzská obec v departementu Meuse v regionu Grand Est. Žije zde 326 obyvatel.

## Poloha obce

### Sousední obce
| Růžice kompasu | Ancemont        |                  | Dieue-sur-Meuse     | Růžice kompasu |
| Růžice kompasu |                 | Sever            | Génicourt-sur-Meuse | Růžice kompasu |
| Růžice kompasu | Les Monthairons |                  | Génicourt-sur-Meuse | Růžice kompasu |
| Růžice kompasu | Jih             |                  | Génicourt-sur-Meuse | Růžice kompasu |
| Růžice kompasu | Souilly         | Récourt-le-Creux | Villers-sur-Meuse   | Růžice kompasu |